# Atlacholoaya
Atlacholoaya es una localidad del estado mexicano de Morelos. Es parte del municipio de Xochitepec.

## Toponimia
El nombre «Atlacholoaya» proviene de los términos en náhuatl: atl, agua; choloa, saltar; yan, acción. Su significado es «Lugar donde salta el agua».

## Demografía
| Gráfica de evolución demográfica |
|                                  |

| Censo | Población |
| ----- | --------- |
| 1900  | 858       |
| 1910  | 922       |
| 1921  | 421       |
| 1930  | 401       |
| 1940  | 619       |
| 1950  | 811       |
| 1960  | 1194      |
| 1970  | 1641      |
| 1980  | 3040      |
| 1990  | 2437      |
| 2000  | 3528      |
| 2010  | 4131      |
| 2020  | 4594      |